# Sinialliku järv
Sinialliku järv är en sjö i Estland.   Den ligger i landskapet Viljandimaa, i den södra delen av landet, 130 km söder om huvudstaden Tallinn. Sinialliku järv ligger 46 meter över havet.  I omgivningarna runt Sinialliku järv växer i huvudsak blandskog.